# Parachute (Colorado)
Parachute es un pueblo ubicado en el condado de Garfield en el estado estadounidense de Colorado. En el año 2010 tenía una población de 1085 habitantes y una densidad poblacional de 339,06 personas por km².

## Geografía
Parachute se encuentra ubicada en las coordenadas 39°27′6″N 108°3′6″O / 39.45167, -108.05167.

## Demografía
Según la Oficina del Censo en 2000 los ingresos medios por hogar en la localidad eran de $31,208, y los ingresos medios por familia eran $34,423. Los hombres tenían unos ingresos medios de $31,118 frente a los $21,875 para las mujeres. La renta per cápita para la localidad era de $14,114. Alrededor del 12.4% de la población estaba por debajo del umbral de pobreza.